# General Electric GE4
Le moteur General Electric GE4, aussi appelé General Electric 4, est un moteur d'avion de très grande puissance. 
Le prototype Boeing 2707, concurrent américain du Concorde utilisait ces moteurs, avant d'être abandonné en 1971. 

## Histoire
Le moteur General Electric GE4 a été inventé en 1962 par Helerick Melner[réf. nécessaire], un Allemand renommé pour ses recherches en aéronautique.